# Кислицька сільська рада (Ізмаїльський район)
Кисли́цька сільська́ ра́да — колишня адміністративно-територіальна одиниця та орган місцевого самоврядування в Ізмаїльському районі Одеської області. Адміністративний центр — село Кислиця.

## Загальні відомості
Кислицька сільська рада утворена в 1945 році.
- Територія ради: 130,58 км²
- Населення ради: 2 973 особи (станом на 2001 рік)
- Водоймища на території, підпорядкованій даній раді: річки Дунай, Єніка, озеро Котлабух

## Населені пункти
Сільській раді були підпорядковані населені пункти:
- с. Кислиця

## Населення
Згідно з переписом 1989 року населення сільської ради становило 3156 осіб, з яких 1427 чоловіків та 1729 жінок.
За переписом населення 2001 року в сільській раді мешкали 2964 особи.

### Мова
Розподіл населення за рідною мовою за даними перепису 2001 року:
| Мова       | Відсоток |
| ---------- | -------- |
| українська | 91,56 %  |
| російська  | 5,21 %   |
| молдовська | 1,45 %   |
| болгарська | 1,31 %   |
| гагаузька  | 0,34 %   |

## Склад ради
Рада складалася з 20 депутатів та голови.
- Голова ради: Шевченко Михайло Миколайович
- Секретар ради: Запорощенко Людмила Миколаївна

### Керівний склад попередніх скликань
| Прізвище, ім'я, по батькові  | Основні відомості                                                               | Дата обрання | Дата звільнення |
| ---------------------------- | ------------------------------------------------------------------------------- | ------------ | --------------- |
| Шевченко Михайло Миколайович | Сільський голова, 1958 року народження, освіта середня спеціальна, безпартійний | 26.03.2006   | 31.10.2010      |
| Шевченко Михайло Миколайович | Сільський голова, 1958 року народження, освіта середня спеціальна, безпартійний | 31.10.2010   |                 |

Примітка: таблиця складена за даними сайту Верховної Ради України

### Депутати
За результатами місцевих виборів 2010 року депутатами ради стали:

#### За суб'єктами висування
| Суб'єкт висування | Кількість обраних депутатів | %   |
| ----------------- | --------------------------- | --- |
| Самовисування     | 20                          | 100 |

#### За округами
| № округу | Прізвище, ім'я, по батькові    | Дата визнання обраним | Освіта             | Партійна приналежність | Відомості про обраного депутата                            |
| -------- | ------------------------------ | --------------------- | ------------------ | ---------------------- | ---------------------------------------------------------- |
| 1        | Запорощенко Людмила Миколаївна | 05.11.2010            | середня спеціальна | член Партії регіонів   | Кислицька сільська рада, бухгалтер                         |
| 2        | Бойчук Тетяна Федорівна        | 05.11.2010            | середня спеціальна | позапартійна           | тимчасово не працює                                        |
| 3        | Золотарьов Валерій Пилипович   | 05.11.2010            | вища               | позапартійний          | приватний підприємець, лікар-терапевт                      |
| 4        | Молдавська Діана Миколаївна    | 05.11.2010            | вища               | позапартійна           | приватний підприємець, завідувачка аптеки                  |
| 5        | Мокану Сергій Петрович         | 05.11.2010            | вища               | позапартійний          | фермерське господарство, голова                            |
| 6        | Регулян Валентина Федорівна    | 05.11.2010            | середня спеціальна | позапартійна           | Кислицька сільська рада, землевпорядник                    |
| 7        | Єній Олександр Федорович       | 05.11.2010            | середня спеціальна | позапартійний          | АРК «Придунайська нива», рибак                             |
| 8        | Чебан Петро Григорійович       | 05.11.2010            | середня спеціальна | позапартійний          | фермерське господарство, голова                            |
| 9        | Бєлова Алла Трохимівна         | 05.11.2010            | вища               | позапартійна           | Кислицька загальноосвітня школа, вчитель                   |
| 10       | Ніколенко Ігор Степанович      | 05.11.2010            | середня спеціальна | член Партії регіонів   | фермерське господарство «Ніколенко І. С.», голова          |
| 11       | Іванова Євгенія Іванівна       | 05.11.2010            | середня спеціальна | позапартійна           | Кислицька сільська рада, землевпорядник                    |
| 12       | Кравченко Вячеслав Васильович  | 05.11.2010            | середня спеціальна | член Партії регіонів   | будинок культури с. Кислиця, директор                      |
| 13       | Пашковська Валентина Іванівна  | 05.11.2010            | середня спеціальна | член Партії регіонів   | дитсадок «Ромашка» с. Кислиця, завідувачка                 |
| 14       | Котляр Світлана Іванівна       | 05.11.2010            | вища               | позапартійна           | дитсадок «Ромашка» с. Кислиця, вихователь                  |
| 15       | Войтович Наталія Дмитрівна     | 05.11.2010            | вища               | позапартійна           | дитсадок «Ромашка» с. Кислиця, вихователь                  |
| 16       | Тищук Любов Миколаївна         | 05.11.2010            | вища               | позапартійна           | державний ощадний банк № 6708/020, старший контролер-касир |
| 17       | Чабан Анатолій Захарович       | 05.11.2010            | середня спеціальна | позапартійний          | фермерське господарство, голова                            |
| 18       | Воскобоєнко Любов Петрівна     | 05.11.2010            | середня спеціальна | позапартійна           | Кисльцька дільнича лікарня, медсестра                      |
| 19       | Рибальченко Микола Іванович    | 05.11.2010            | середня спеціальна | позапартійний          | Кислицька сільська рада, робітник по водопостачанню        |
| 20       | Ільченко Сергій Петрович       | 05.11.2010            | вища               | член Партії регіонів   | Кислицька сільська рада, молодіжний лідер                  |